# يوردس تريبل
جورديس ترايبل (بالألمانية: Jördis Triebel)‏ (و. 1977  م) هي ممثلة مسرحية، وممثلة أفلام من ألمانيا، وألمانيا الشرقية، ولدت في برلين الشرقية.

## جوائز
حصلت على جوائز منها:
- جائزة الفيلم الألماني [الإنجليزية]‏.

## وصلات خارجية
- يوردس تريبل على موقع IMDb (الإنجليزية)
- يوردس تريبل على موقع ميتاكريتيك (الإنجليزية)
- يوردس تريبل على موقع روتن توميتوز (الإنجليزية)
- يوردس تريبل على موقع مونزينجر (الألمانية)
- يوردس تريبل على موقع قاعدة بيانات الأفلام العربية
- يوردس تريبل على موقع ألو سيني (الفرنسية)
- يوردس تريبل على موقع ميوزك برينز (الإنجليزية)
- يوردس تريبل على موقع أول موفي (الإنجليزية)
- يوردس تريبل على موقع قاعدة بيانات الأفلام السويدية (السويدية)
- يوردس تريبل على موقع قاعدة بيانات الفيلم (الإنجليزية)